# Водные черепахи
Водные черепахи, или европейские водяные черепахи (лат. Mauremys) — род черепах семейства азиатские пресноводные черепахи (Geoemydidae).
Небольшие черепахи с уплощённым гладким карапаксом, который неподвижно соединён с пластроном.
Виды рода распространены на юге Китая, севере Вьетнама, в Японии, на Ближнем Востоке, на юге Европы и северо-западе Африки. На территории бывшего СССР представлен один вид рода — каспийская черепаха, обитающая в Туркменистане, в странах Закавказья и Дагестане.

## Виды
Род включает 9 видов:
- Mauremys annamensis (Annamemys annamensis) — вьетнамская черепаха[2]
- Mauremys caspica — каспийская черепаха[1]
- Mauremys japonica — японская водяная, или японская речная, черепаха[2]
- Mauremys leprosa
- Mauremys mutica
- Mauremys nigricans
- Mauremys reevesii — Китайская трёхкилевая черепаха[4]
- Mauremys rivulata
- Mauremys sinensis